# 현역가왕 갈라쇼
《현역가왕 갈라쇼》는 대한민국의 MBN에서 2024년 2월 27일부터 3월 19일까지 방영되었던 예능 프로그램이다.

## 기획 의도
2024년 '한일 트롯 가왕전'에 출전할 대한민국 대표 TOP7과 현역가왕 주역들의 갈라쇼 & 한일전 대비 일본 상륙작전!

## 방송 일정
| 방송국 | 회차 | 부제             | 방송 일자       | 방송 시간           |
| ------ | ---- | ---------------- | --------------- | ------------------- |
| MBN    | 1회  | 현역의노래       | 2024년 2월 27일 | 매주 화요일 밤 10시 |
| MBN    | 2회  | 현역의노래       | 2024년 3월 5일  | 매주 화요일 밤 10시 |
| MBN    | 3회  | 현역가왕 in 도쿄 | 2024년 3월 12일 | 매주 화요일 밤 10시 |
| MBN    | 4회  | 현역가왕 in 도쿄 | 2024년 3월 19일 | 매주 화요일 밤 10시 |

## 출연진

### MC
- 신유
- 손태진

### 출연자
- 전유진
- 마이진
- 김다현
- 린
- 박혜신
- 마리아
- 별사랑